# Chapelle Sainte-Catherine d'Apt
La chapelle Sainte-Catherine est un bâtiment religieux datant du XVIIe siècle, située à Apt, dans le Vaucluse.

## Histoire
Cette chapelle est classée au titre des monuments historiques depuis le 31 décembre 1984.
Après avoir été utilisée par la commune d'Apt, pour abriter le musée archéologique de la ville, la chapelle a fait office de temple, pour la communauté protestante, dans les années 1990. Au vu de l'état du bâtiment, nécessitant une réfection, il n'est actuellement plus utilisé.

## À voir aussi